# Sidney Frank
Sidney E. Frank (2 de outubro de 1919 — 10 de janeiro de 2006) foi um empresário e filantropo americano. Tornou-se bilionário através da promoção da vodca Grey Goose e Jägermeister.

## Início da vida, família, educação
Frank nasceu em uma família judia em Montville, Connecticut. Seu pai e mãe eram Abraham e Sarah Frank. Ele cresceu em Norwich, Connecticut, e se formou na Norwich Free Academy em 1937. Ele frequentou a Universidade Brown (turma de 1942), mas saiu porque só podia pagar um ano de curso. Mais tarde, ele fez enormes doações à universidade para garantir que nenhum aluno fosse forçado a deixar Brown por causa da incapacidade de pagar as mensalidades. Durante a Segunda Guerra Mundial, Frank trabalhou para Pratt & Whitney como representante de um fabricante na Índia, explorando maneiras de melhorar o desempenho do motor, permitindo que as aeronaves lidassem com as grandes altitudes encontradas no teatro CBI. Isso foi particularmente importante para melhorar o desempenho dos suprimentos voadores de aeronaves de transporte na China. O uso de injeção de álcool em motores de aeronaves foi uma das abordagens adotadas.

## Carreira profissional

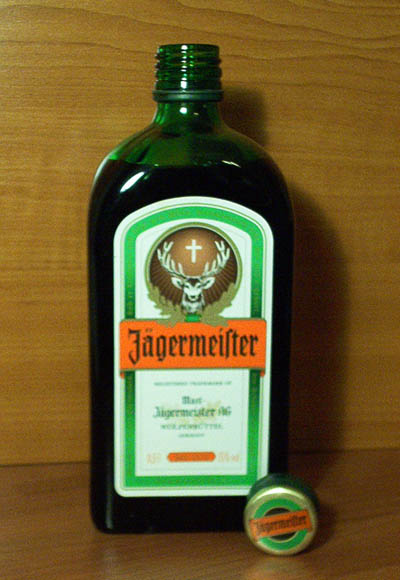
Vodca Jägermeister

A primeira esposa de Frank, Louise "Skippy" Rosenstiel, era filha de Lewis Rosenstiel, fundadora da Schenley Industries, uma das maiores importadoras americanas de destiladores e bebidas destiladas. Frank se juntou a Schenley após o casamento e assumiu a presidência da empresa, mas foi forçado a sair de uma disputa familiar em 1970.
Em 1973, sua esposa morreu e ele fundou sua própria empresa, Sidney Frank Importing Company, onde atuou como presidente e diretor executivo. A empresa está sediada em New Rochelle, Nova Iorque, onde Frank morava (ele também tinha uma casa em Rancho Santa Fe, Califórnia).
No mesmo ano, ele também garantiu os direitos de importação da Jägermeister.
O primeiro grande sucesso de Frank com sua própria empresa foi com o conhaque Jacques Cardin, uma marca que ele comprou da Seagram em 1979.
Na década de 1980, Jägermeister se tornou popular entre os estudantes universitários da Louisiana e Frank a promoveu intensamente, anunciando-a como a melhor bebida do mundo, transformando uma marca de especialidade em um grande sucesso.
Em 1997, ele desenvolveu a vodca Grey Goose, fabricada na França por François Thibault, e teve tanto sucesso em promovê-la que vendeu a marca para a Bacardi por dois bilhões de dólares em junho de 2004. Nos últimos anos de sua vida, Frank comprou os títulos das revistas Travel Savvy e Business Traveler por quatro milhões de dólares.

## Filantropia

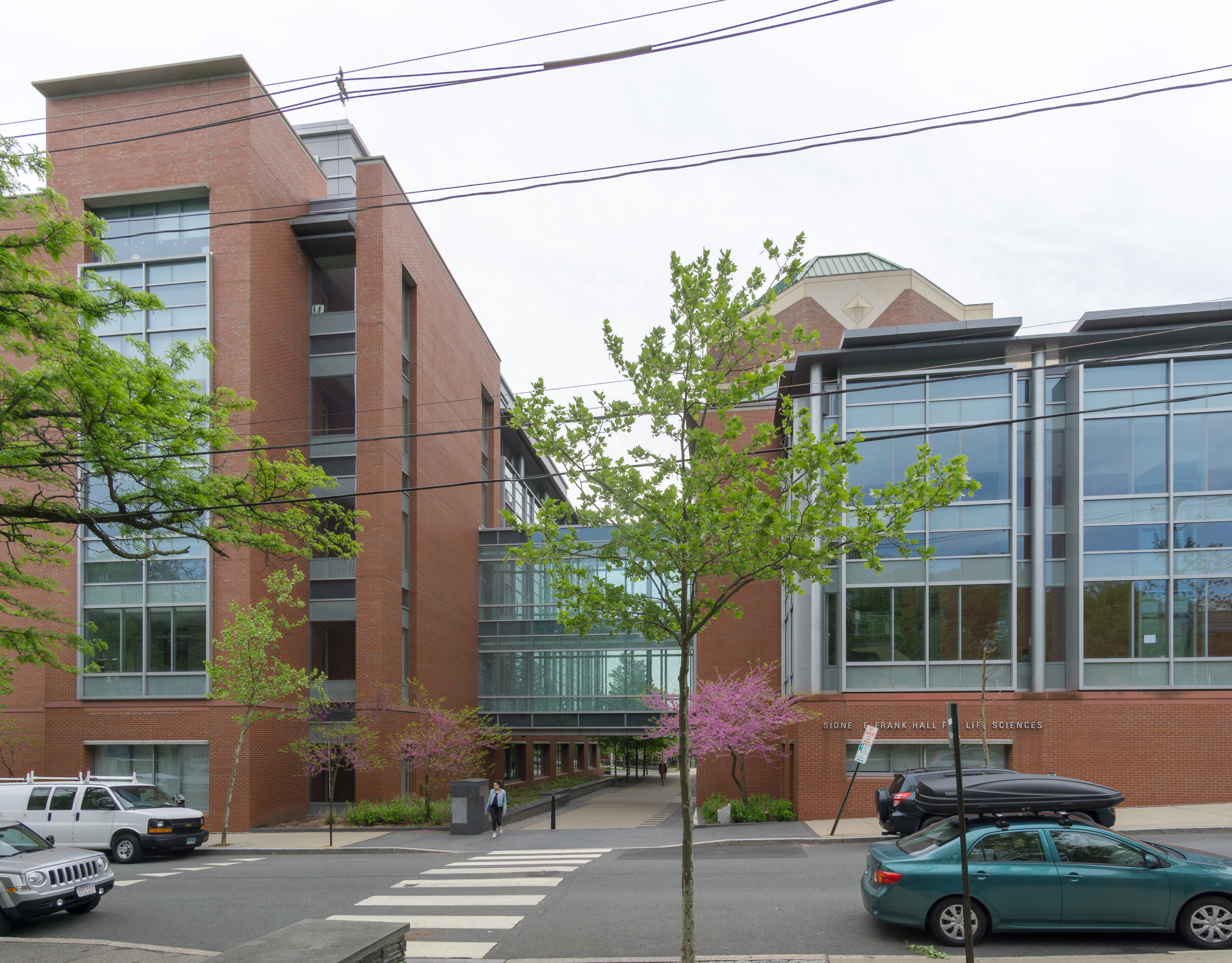
Sidney E. Frank Hall para Ciências da Vida na Universidade Brown

Frank deu grandes bônus a seus funcionários e fez uma doação de doze milhões de dólares para a Academia Livre de Norwich e uma doação de 120 milhões de dólares para a Brown University em 2005, a nona maior doação filantrópica naquele ano. A revista Forbes o classificou como o 185.º homem mais rico da América na lista Forbes 400. Em outubro de 2005, Frank doou quinhentas mil libras e uma estátua do escultor Stephen Kettle ao Bletchley Park Trust para financiar um novo Centro de Ciências dedicado a Alan Turing e, como grande apoiador do Spitfire de R. J. Mitchell, encomendou uma estátua em tamanho natural de Mitchell, além de financiar um site dedicado à vida de Mitchell: R. J. Mitchell: Uma Vida na Aviação.
Sua fundação tem apoiado o Comitê Olímpico de Israel e ajudou a oferecer bolsas de estudos em vários esportes israelenses.
Em 2004, Frank doou cem milhões de dólares para sua alma mater Universidade Brown, a maior contribuição na história de Brown. A Sidney E. Frank Scholarship financia mensalidades para cerca de 130 estudantes de graduação a cada ano. A Universidade Brown nomeou seu novo edifício de Ciências da Vida (o maior projeto de capital até o momento) em homenagem a Sidney Frank, o doador mais generoso da história da universidade.

## Vida pessoal, morte e consequências
Frank se casou duas vezes. Sua primeira esposa, Louise "Skippy" Rosensteil, era filha de Lewis Rosenstiel; ela morreu em 1973, aos 50 anos. Eles tiveram dois filhos: Matthew Frank e Cathy Frank Finkelstein Halstead, que se casaram e se divorciaram de James A. Finkelstein, filho de Jerry Finkelstein. Em 1975, ele se casou com Marian Elinor Ombres.
Frank morreu em 10 de janeiro de 2006 em um avião particular em voo entre San Diego, Califórnia e Vancouver, na Colúmbia Britânica, aos 86 anos de idade, por insuficiência cardíaca. Ele foi declarado morto em São Francisco, Califórnia. Em seu avião estavam várias enfermeiras e médicos, além de um desfibrilador, mas ele não pôde ser revivido. Os serviços foram realizados na Capela Memorial Riverside. Ele está enterrado no lote da família Rosenstiel nos Cemitérios Judaicos Unidos em Cincinnati. Sua filha Cathy Frank Halstead é atualmente presidente da Sidney Frank Importing Company. Ela também é artista e co-fundadora do Tippet Rise Art Center, em Montana.
A neta Cathy Frank figurou com destaque em um caso altamente divulgado sobre a vontade de seu avô que levou ao afastamento do controverso advogado Roy Cohn. Em 1975, Cohn havia entrado no quarto de hospital de um Rosenstiel moribundo e em coma, enfiou uma caneta na mão e a ergueu à vontade, na tentativa de fazer dele e de Cathy Frank beneficiários. As marcas resultantes foram determinadas em tribunal como indecifráveis e de forma alguma uma assinatura válida. Em 1986, Cohn foi impedido por conduta antiética e não profissional no caso, bem como por apropriação indevida dos fundos dos clientes e por mentir em um pedido de bar.

Sidney Frank e seu filho Matthew Frank também processaram a propriedade de Rosenstiel, cada um em uma ação separada.